# Lophodesmus italolegatus
Lophodesmus italolegatus är en mångfotingart som beskrevs av Shear 1973. Lophodesmus italolegatus ingår i släktet Lophodesmus och familjen fingerdubbelfotingar. Inga underarter finns listade i Catalogue of Life.